# Acerca del culto a la personalidad y sus consecuencias
«Acerca del culto a la personalidad y sus consecuencias» (en ruso: О культе личности и его последствиях», romanización O kulte líchnosti i yegó poslédstviyaj), conocido popularmente como el «Discurso secreto» (en ruso: секретный доклад Хрущёва; romanización: sekretnïy doklad Khrushcheva) es una famosa intervención del político soviético Nikita Jrushchov durante el XX Congreso del Partido Comunista de la Unión Soviética (PCUS), el 25 de febrero de 1956. En él se denuncian los supuestos crímenes de Stalin y la represión durante la llamada Gran Purga en los años anteriores a la Segunda Guerra Mundial. Es el primer ejemplo de autocrítica sobre la forma en que se debía conducir la vía hacia el socialismo desde el Estado.

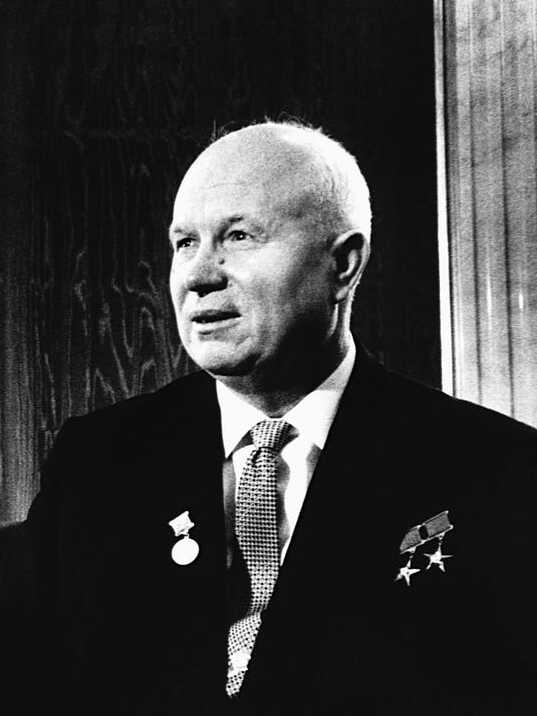
El Secretario General del PCUS Nikita Jrushchov realizó el discurso durante el XX Congreso del PCUS.

Este discurso significó la ruptura de la línea oficial del Partido con los postulados reflejados en el llamado estalinismo y la tergiversación del legado de Stalin en la política marxista leninista, de manera que se intenta reformar el PCUS desde el revisionismo histórico, pasando en materia política, de un  socialismo científico pleno a un Capitalismo de Estado donde predomina la burocracia. En el discurso se repudia el culto a la personalidad y, en especial, el culto a Stalin. Es considerado por varios autores marxistas, como Enver Hoxha o Amadeo Bordiga, un insulto al legado inicial del Leninismo, y produciría una división interna en el bloque socialista, llevando a acontecimientos como la ruptura sino-soviética, ruptura albano-soviética, y el crecimiento de la influencia antirrevisionista, llevando al antisovietismo por parte de la izquierda revolucionaria. 
Su nombre lo adquiere de la sesión en la cual fue pronunciado, ya que era una sesión reservada en la cual no participaron los invitados extranjeros del Congreso. Además su texto original solo fue publicado en su totalidad en la gaceta oficial del Comité Central del Partido el 3 de marzo de 1989, como producto de la apertura realizada por Gorbachov en el proceso conocido como glásnost.

## Historia
Al contrario de lo que se cree, el discurso secreto no significó la primera ruptura de los nuevos gobernantes de la Unión Soviética con Stalin. Antes del discurso ya se habían dado los primeros pasos hacia el fin de la estructura estalinista que existía en el país. De hecho, el discurso mismo se basa en parte en las conclusiones obtenidas por el grupo llamado «Comisión Pospélov». Esta comisión especial del Comité Central del PCUS había sido creada el 31 de enero de 1955, con el fin de investigar la represión ejercida en contra de algunos delegados usurpadores del XVII Congreso del Partido de 1934. Ésta logró reunir suficientes pruebas para denunciar que entre los años 1938 y 1939, durante el momento culminante de la Gran Purga, más de un millón y medio de miembros del Partido habían sido acusados de realizar «actividades antisoviéticas»; de ellos al menos 680.000 fueron ejecutados. Para 1956, la nueva generación de dirigentes del Estado comunista se enfrentaba a un lento proceso de rehabilitación de los llamados «viejos bolcheviques», mientras que el proceso de liberación de los prisioneros de los campos de trabajo forzados del Gulag era demasiado lento. Pese a los logros anteriores, las víctimas pertenecientes al grupo conocido como «procesos de Moscú» solamente fueron rehabilitados plenamente en 1988.

## Noticias del discurso
Poco después de que el discurso fuera pronunciado en el Congreso del Partido, llegaron a Occidente noticias de él por un periodista de la agencia Reuters llamado John Rettie, quien supo de su existencia al poco tiempo, ya que se le informó de él antes de que viajara a Estocolmo. Así, el discurso fue conocido en los países capitalistas desde mediados de marzo. Rettie, por su parte, creía que se trataba de un discurso redactado por Jrushchov pero leído por otro intermediario.

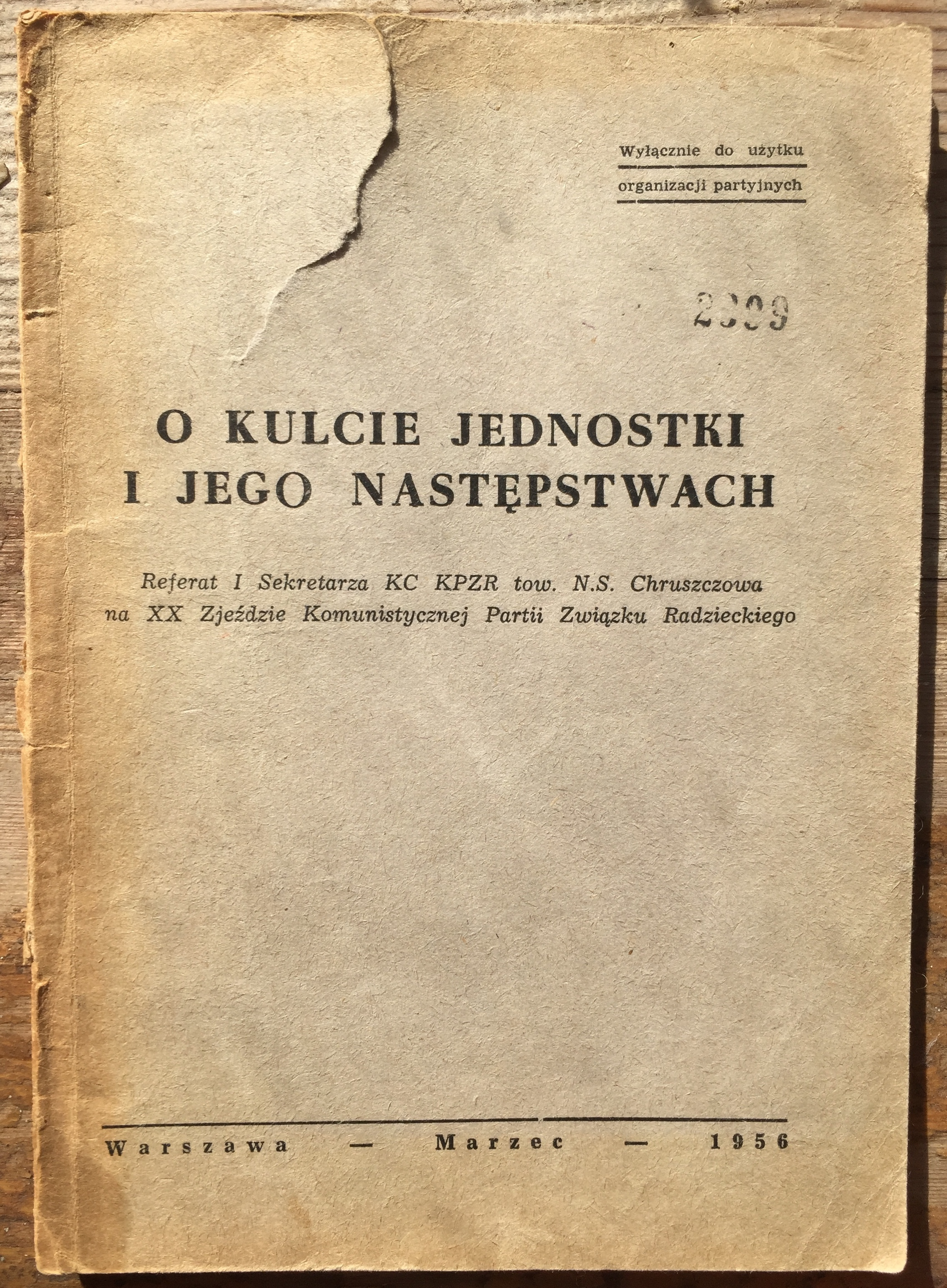
Primera edición del discurso secreto. Publicado en Varsovia en marzo de 1956 con el título en polaco O kulcie jednostki i jego następstwach.

El 5 de marzo de 1956, el Presidium del Sóviet Supremo de la Unión Soviética ordenó a todas las organizaciones del Partido, al igual que a los miembros del Komsomol, que el informe de Jrushchov fuera leído en todas las reuniones, tanto en presencia de los militantes como de los no miembros. Así, el contenido del discurso fue ya conocido por casi toda la población soviética en el mismo año en que fue pronunciado. Por lo anterior, el término discurso secreto debe ser considerado errado, ya que nunca lo fue para la población rusa. Aun así, el texto completo del discurso no se publicó hasta 1989.
Poco después de haberse leído el discurso, se remitieron copias a los principales dirigentes de los partidos Comunistas del Bloque del Este. A los dirigentes o militantes de otros partidos no se les informó de su existencia hasta que fue publicado por la prensa estadounidense.
La forma en que llegó a ser conocido su texto fuera de la órbita soviética fue curiosa. El documento fue recibido por los líderes de los países comunistas europeos. En el caso de Polonia, fue recibido también por el primer secretario del Partido Obrero Unificado Polaco, Edward Ochab. Una de sus secretarias, Lucía Baranowski, se lo prestó a su novio judío Viktor Grayevsky, periodista y a quien le habían llegado rumores de su existencia. Al tener el discurso en sus manos, lo llevó a la embajada de Israel en Varsovia donde se lo prestó, sin saberlo, a un agente de la inteligencia hebrea de nombre Yaakov Barmor, quien lo fotografió y remitió a Jerusalén, adonde llegó el 3 de abril de 1956. Los servicios secretos israelíes tenían un pacto secreto de colaboración con la inteligencia estadounidense y ante tamaño documento, le remitieron una copia a Allen Dulles, director de la CIA, quien —una vez comprobada su autenticidad— informó al presidente de los Estados Unidos Eisenhower del texto titulado XX Congreso del Partido, el discurso del camarada Jrushchov, quien autorizó que la información fuera transferida al New York Times para su publicación.

## Estructura del discurso
La estructura del discurso es la siguiente (parcial):
- Denuncia del culto a Stalin.
  - Citas de los textos clásicos de marxismo-leninismo por los que se ataca al culto al individuo.
  - Citas del testamento de Lenin y de escritos de Nadezhda Krúpskaya en los cuales se ataca el carácter de Stalin.
  - El empleo por Stalin del concepto de «enemigo del pueblo» como arma en la lucha política; hasta ese momento la lucha contra los trotskistas y la oposición era puramente ideológica.
  - Violación por parte de Stalin de las normas de la dirección colectiva.
    - Represión contra los militantes comúnmente llamados «viejos bolcheviques» y de los delegados del XVII Congreso. De los 1966 delegados, 1108 fueron acusados de ser contrarrevolucionarios, siendo ejecutados 848 de ellos. De los 139 miembros y candidatos del Comité Central, 98 fueron declarados «enemigos del pueblo».
    - Después de la brutal represión, Stalin dejó de tener en cuenta los principios de colaboración.

  - Ejemplos de la represión estalinista:
    - Creación de pruebas falsas para acusar a sus enemigos (véase Gran Purga, Andréi Vyshinski).
    - Exageración de su papel durante la Gran Guerra Patria.
    - Deportación de las nacionalidades.
    - Complot de los médicos.
    - Creación de pinturas, canciones, etcétera para alabar al líder.